# Иверски манастир
Иверският манастир или Ивирон (на гръцки: Μονή Ιβήρων; на грузински: ივერთა მონასტერი) е един от двадесетте манастира в полуостров Света гора (Атон), Гърция. Разположен е на североизточната страна на полуострова и е гръцки, трети в йерархията на атонските манастири. Манастирът празнува на Голяма Богородица, 15 август.

## История
На мястото на сегашния манастир още през VIII век е имало скит. През 980 година монахът и бивш византийски патриций Йоан Торникий или Торник, произхождащ от Иверия (днешна Грузия), заедно с група иверийски монаси от Великата лавра, се заселват в стария скит, разширяват го и основават Иверския манастир.
През XV век манастирът преминава през криза и е изправен пред финансова безизходица. По това време имаше много малко монаси. В края на XV и началото на XVI век, благодарение на дарения от румънски и грузински владетели, манастирът се възстановява и навлиза във фаза на строителна реконструкция.
В 1804 година започва голямо разширяване на манастира на запад и северозапад, което постепенно е завършено до 1840 година.
В 1865 година пожар унищожава голяма част от манастира, като оцеляват само трите църкви в двора - Католиконът, „Свети Йоан Предтеча“ и „Света Богородица Вратарница“, трапезарията и кулата. Веднага след това бедствие започват възстановителни работи, които продължават до 1886 година.

## Сгради
Два параклиса, посветени на Света Богородица и на Йоан Предтеча, са от най-ранния период на манастира. В центъра на двора на манастира е разположен главният храм (католикон), построен през първата половина на XI век и възстановен през 1513 година от иверския игумен Георги Варасвацис. Католиконът е посветен на Успението Богородично и празникът на манастира е на 15 август.
Монашеската общност е натоварена с интензивните работи по цялостното възстановяване на порутените и разрушени сгради в манастирския комплекс. Към манастира има и скит, посветен на Йоан Кръстител. Вътре в манастира има 16 параклиса, а извън него 10.

## Скит
На около 1 час ход пеша западно от Ивирон, на 200 м надморска височина, се намира подчинения на манастира скит Свети Йоан Предтеча.

## Ценности и реликви
Ивирон е известен с множеството архитектурни особености, като колоните в главния кораб на католикона, поствизантийския дървен иконостас, вратата на преддверието с красива дърворезба и стенописите. Забележителен е и сребърният полилей, подарен на архимандрит Кирил за неговия манастир от хората на Москва през 1818 година. Полилеят е със седем разклонения, във форма на лимоново дърво. Тук се пазят също много ценни църковени одежди, утвар, евангелие, подарено от Петър Велики, мощи на около 150 светии. Манастирът е най-богатият в цялата общност на Атон.
Библиотеката съдържа над 15 000 печатни книги над 2000 пергаментови ръкописа, някои от които на грузински език. Манастирът пази и много византийски документи и хрисовули и патриаршески документи.